# بعضی از این روزها
«بعضی از این روزها» (به انگلیسی: Some of These Days) ترانه‌ای عامه‌پسند ساختهٔ شلتون بروکس است که در سال ۱۹۱۰ منتشر شد.
شلتون بروکس و «بعضی از این روزها» در سال ۱۹۱۰ مورد توجه خدمتکار سوفی تاکر قرار گرفت و هم او بود که به تاکر اصرار کرد تا بروکس را ملاقات کند و آهنگش را بشنود. تاکر خیلی زود به قابلیت‌های آن قطعه پی برد و طی سالیان نسخه‌های زیادی از آن را اجرا و ضبط کرد و در نهایت این اثر به آهنگ امضای او تبدیل شد.
اولین اجراهای تاکر از این آهنگ در سال‌های ۱۹۱۰–۱۹۱۱ بود که روی استوانه فونوگراف ضبط شد. در سال ۱۹۲۶ با همراهی تد لوئیس و گروهش، تاکر نسخهٔ کلاسیک و پُرفروشی از ترانه را با فرمت ضبط ۷۸ دور در دقیقه منتشر کرد که از ۲۳ نوامبر ۱۹۲۶ به مدت پنج هفته صدرنشین جدول‌های فروش بود.
«بعضی از این روزها» توسط افراد دیگری هم‌چون اتل واترز، لویی آرمسترانگ، اِلکی بروکس، کب کلووی، بینگ کرازبی، بابی دارین، الا فیتزجرالد، داین کارول، دنی آیلو، جودی گارلند، هات ساردینز، اوریجینال دیکسی‌لند جاس بند، سرنا رایدر، سو رینی، سیدنی بشی و لئون ردبون هم اجرا و ضبط شده‌است.